# Fina Casalderrey

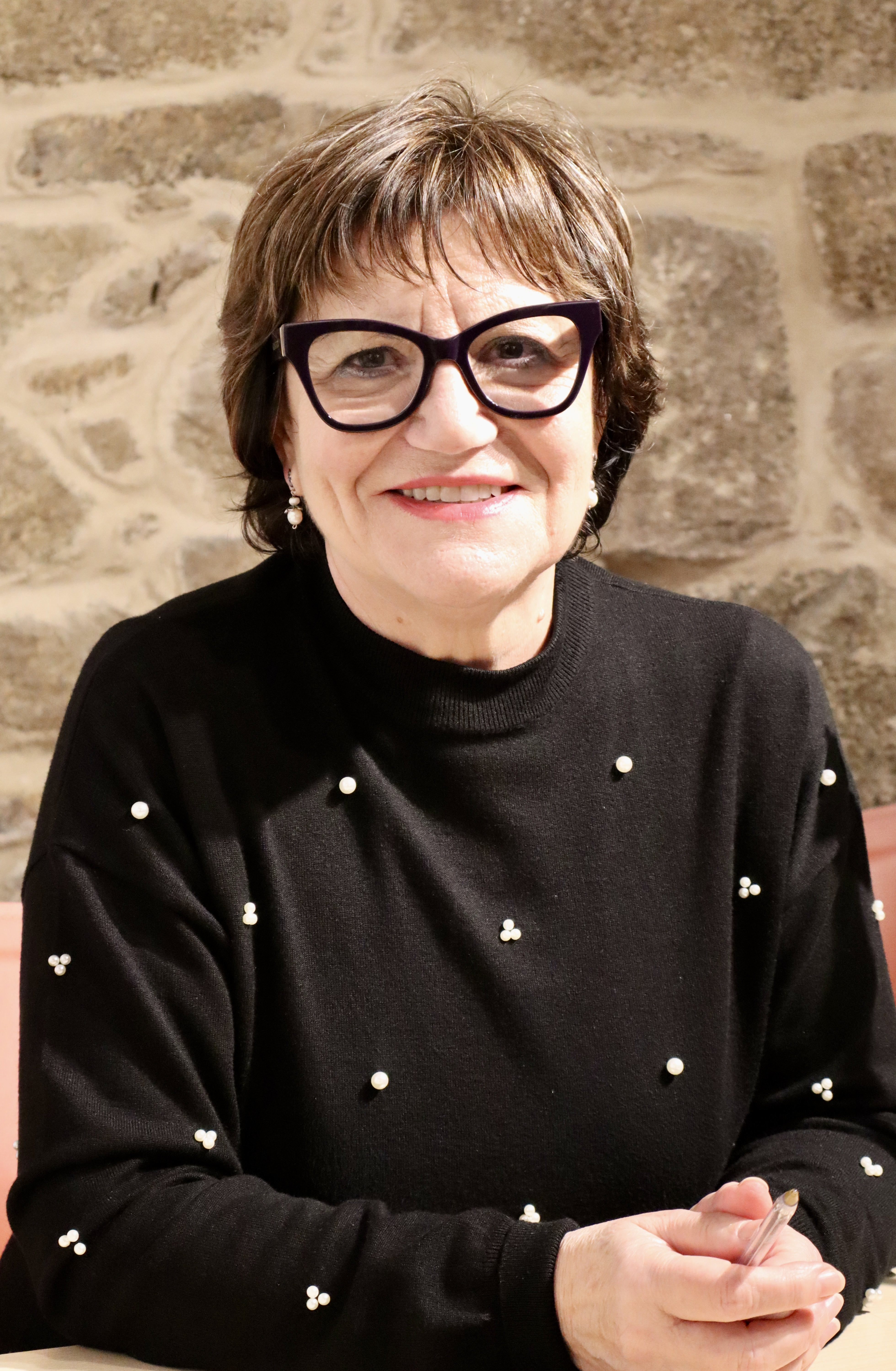
Fina Casalderrey Fraga

Fina Casalderrey Fraga (Xeve, Pontevedra,1951) é uma escritora galega.
Desde os dezenove anos exerce a profissão de professora de Segundo Grau. Foi no ensino que começou a criar e dirigir peças teatrais, representadas pelos alunos; algumas foram recolhidas em Edicións Xerais.
Um dos seus interesses é a investigação etnográfica, onde ganhou concursos diversos prêmios com o seu alunado. Outra inquietude é a gastronomia, assim publicou com Mariano Garcia O libro da empanada, Festas gastronómicas de Galicia e Repostería en Galicia.

Foi em 1991 que se fez conhecer no mundo das publicações com o romance juvenil Mutacións xenéticas. Em 1996 foi-lhe concedido o Premio Nacional de Literatura Infantil e Juvenil com o romance O mistério dos filhos de Lua.

## Obras
- Mutaciones xenéticas , 1991 (novela para niños)
- Dúas bágoas por Máquina, 1992 (narrativa infantil)
- A noite dos coroides, 1993 (novela infantil)
- Chamizo, 1994 (narrativa infantil)
- ¡Asústate, Merche!, 1994 (novela juvenil)
- O misterio dos fillos da lúa, 1995 (narrativa infantil)
- ¡Prohibido casar, papá!, 1996 (novela juvenil)
- Ás de mosca para Anxo, 1998 (narrativa infantil)
- A filla das ondas, 1999 (narrativa infantil)
- Bicos de prata, 1999 (narrativa infantil)
- A máscara de palma, 2001 (narrativa juvenil)
- Cando a Terra esqueceu xirar, 2002 (narrativa infantil)
- ¡Un can no piso! ¿E que?, 2003 (narrativa infantil)
- Fillas Waves , 2003 (narrativa inf antil)